# 엘리베이터 액션 Old & New
엘리베이터 액션 Old & New는 엘리베이터 액션의 업데이트 버전으로, 신 게임 모드와 구 게임 모드를 플레이할 수 있다. 구 게임 모드는 패미컴의 엘리베이터 액션의 포트이다.
신 게임 모드에서 플레이어는 엘리베이터 액션 EX처럼 3명(로빈, 베리, 팬) 중 선택할 수 있지만, 탄환과 수류탄이 제한되고 시간 제한이 있다. 아이템으로는 선글라스, 총알, 시계, 햄버거 등이 있고 개인 모드 내에는 8개의 건물이 있다. 2인용 모드에서는 플레이어가 상호 협동 플레이를 하거나 서로 상대하는 플레이를 할 수 있다.
4번째 캐릭터(隠丸)는 3명의 캐릭터로 신 모드를 완료하면 캐릭터 설정에서 잠금 해제할 수 있다. 이 캐릭터는 다른 캐릭터보다 이동 속도가 빠르고 피해를 입지 않고 1층 전체를 떨어질 수 있지만 자동권총를 얻거나 사용할 수 없으며 건물 시작 시 최대 1개의 라이프를 가진다.